# 东华公主
东华公主陈氏，唐玄宗外甥女，唐朝和亲公主之一。
李邵固被拥立为契丹首领后的725年，唐玄宗将外甥女陈氏封为东华公主嫁给李邵固。 730年，李邵固被可突于杀死后，东华公主逃奔平卢军，由平卢军护送回到长安。